# Skabersjö
För andra betydelser, se Skabersjö (olika betydelser).
Skabersjö är en bebyggelse kring Skabersjö slott, belägen söder om E65, mellan Oxie och Svedala, i Skabersjö socken i Svedala kommun. Mellan 2015 och 2020 avgränsade SCB här en småort.